# 高松運転所
高松運転所（たかまつうんてんしょ）は、香川県高松市にある四国旅客鉄道（JR四国）の車両基地で、列車乗務員（運転士）も所属している。
予讃線高松 - 香西間に位置する。また、敷地内には社員研修センターおよびジェイアール四国バス高松支店（直営時代は高松自動車営業所）が併設されている。

## 配置車両
以下は、2023年（令和5年）4月1日現在の配置車両である。
| 電車 | 気動車 | 機関車 | 客車 | 貨車 | 合計  |
| ---- | ------ | ------ | ---- | ---- | ----- |
| 78両 | 42両   | 2両    | 0両  | 4両  | 126両 |

所属表記は、機関車とJR化後の気動車が「高」（＝高松）、国鉄型車両と5000系電車が「四カマ」（四＝JR四国、カマ＝高松の電報略号）である。JR化後の電車には、5000系を除いて所属表記がない。なお、高の異字体である「髙」はJR貨物高崎機関区所属の車両が表記している。

### 電車
5000系電車以外の車両は全て普通および快速「サンポート」で運用される。配置車両以外に、5000系電車と編成を組むJR西日本の223系5000番台が当運転所で滞泊する。また、「サンライズ瀬戸」に運用される285系電車は、琴平への延長運転後、西方向からの入場ができないためいったん高松駅まで回送ののち、平日の高松駅終着後はそのまま、当運転所に留置される。
5000系電車
3両編成6本（M1 - M6）の合計18両が配置されている。
快速「マリンライナー」で運用される。基本的（早朝及び深夜帯を除く）に西日本旅客鉄道（JR西日本）の223系5000番台（下関総合車両所岡山電車支所所属）と連結して運用される。
6000系電車
3両編成2本の合計6両が配置されている。
瀬戸大橋線・予讃線（高松 - 伊予西条間）・土讃線（多度津 - 琴平間）で運用される。予備車がないため、検査時には瀬戸大橋線とその関連運用（2019年3月のダイヤ改正で全廃）以外は7000系で代走となる。
7000系電車
7000形11両 (7015 - 7025) ・7100形5両 (7107 - 7111) の合計16両が配置されている。
7000形が両運転台、7100形が片運転台である。全車両がワンマン運転に対応。
予讃線（高松 - 伊予市間）・土讃線（多度津 - 琴平間）で運用される。
121系電車 → 7200系電車
2両編成19本 (R01 - 19) の合計38両が配置されている。
2016年（平成28年）から2019年の間に全車がVVVFインバータ制御化などのリニューアル工事を施して7200系へ改番。
予讃線（高松 - 伊予西条間）・土讃線（多度津 - 琴平間）で運用される。

### 気動車
キハ185系気動車
キハ185形0番台11両 (9, 11 - 13, 17 - 22, 24) ・同1000番台4両 (1014, 1016 - 1018) ・キロ185形1両 (26) ・同1000番台2両 (1001, 1003)  ・キロ186形1000番台1両 (1002) ・キロハ186形1両 (2) の合計20両が配置されている。
すべて特急および団体・臨時列車用で、特急「うずしお」・「剣山」・「むろと」で運用される。過去には牟岐線・阿佐海岸鉄道阿佐東線で普通列車として運用されたことがある。
キロハ186-2は「ゆうゆうアンパンマンカー」塗装である。キロ185形1000番台 (1001, 1003) ・キロ186形1000番台 (1002) は「四国まんなか千年ものがたり」仕様となる。また、キハ185-20・キロ185-26がトロッコ列車用で、キクハ32形と編成を組む。なおこれらの車両のうち、キハ185形の1両は通常の特急列車で運用されることもある。
かつてはキロハ186-1も配置されていたが、2013年（平成25年）3月31日付で廃車され、キロハ186形のオリジナル仕様は消滅している。ちなみにキロハ186-1は2015年（平成27年）12月14日に14系4両、12系2両とともに多度津工場に回送され、本形式初の廃車車両となった。
「伊予灘ものがたり」の置換えに際し、2022年2月21日付でキハ185-23はキロ185-1403に、キロ186-8はキロ186-1402に、それぞれ改造され松山運転所に転出した。
キクハ32形気動車
2両 (501, 502) が配置されている。501は幕末維新号塗装、502はアンパンマン塗装となっている。
前述のキハ185系と組んで「瀬戸大橋トロッコ」、「おおぼけトロッコ」などのトロッコ列車で運用される。
2600系気動車
2両編成2本 (2601 + 2651， 2602 + 2652) の合計4両が配置されている。
8600系電車と同様、空気ばねを採用した車体傾斜式車両であるが、土讃線での走行に難があり量産を断念。後述する2700系気動車の基礎となった。
特急「うずしお」で運用される。
2700系気動車
2700形7両 (2705‐2708，2714‐2716) ・2750形9両 (2755‐2760，2764‐2766) の合計16両が配置されている。
特急「うずしお」・「しまんと」・「あしずり」で運用される。
9000系気動車
2両編成1本（9001 + 9051）の合計2両が配置。レール輸送用。
DE10形およびチキ6000形の置き換え車両として2025年（令和7年）に導入された、JR東海キヤ97系の同型車。

### 機関車
DF50形ディーゼル機関車
1号機が保管されている。本線を走行することはできないが、現在も車籍が残っている。
愛媛県西条市の四国鉄道文化館に貸与され、館内で静態保存されている。

### 貨車
チキ6000形貨車
4両が配置されている。レール輸送用長物車。

### 過去の配置車両

#### 電車
113系電車
2018年（平成30年）3月までは4両編成3本の合計12両が配置されていた。
予讃線（高松 - 伊予西条間）・土讃線（多度津 - 琴平間）で運用されていたが、2019年3月のダイヤ改正で運用を終了した。予備車がないため、検査時には121系で代走となっていた。
2001年（平成13年）までは、111系電車も在籍していた。
2018年3月31日付で4両編成1本、2019年3月31日付で4両編成1本が廃車された。最後まで残った4両編成1本も2019年8月31日付で廃車され、配置がなくなった。

#### 気動車
2000系気動車
2020年4月1日時点では、2100形4両 (2120 - 2123)・2150形3両 (2153 - 2155)・2400形4両 (2424, 2427 - 2429)・2450形4両 (2458, 2459, 2462，2463) ・2500形2両 (2520，2521) の計17両が配置されていた。2400形・2450形・2500形は130km/h運転対応車両（N2000系）で、2100形・2400形が高松方先頭車、2150形・2450形が宿毛・徳島・宇和島方先頭車、2500形が中間車であった。
2020年8月31日付で2120が、2021年3月31日付で2154が廃車され、2021年3月13日付で2121, 2123, 2153, 2155が高知運転所に転出した。2400形・2450形・2500形の10両は2020年7月及び2021年3月に松山運転所に転出した。
2021年5月31日付で2122が廃車され、当所の配置はなくなった。
特急「南風」・「しまんと」・「あしずり」・「うずしお」・「ミッドナイトEXP高松」・「モーニングEXP高松」で運用されていた。

#### 機関車
DE10形ディーゼル機関車
運転所内での入換作業や、レール輸送などの工事列車に使用されていた。
2018年末に1095号機が、2023年に1139号機が廃車されたため、JR四国の機関車は消滅した。

#### 客車
14系客車
オハ14形1両 (1) ・スハフ14形2両 (1, 5) ・オハフ15形1両 (1) の計4両が配置され、臨時列車や団体列車で運用されていた。
全車東海旅客鉄道（JR東海）からの譲渡車両で、そのうち3両はスハフ14・オハ14・オハフ15形のトップナンバー（1号）車両。スハフ14 5は「ユーロピア」の塗装であったが、2006年（平成18年）9月に塗装変更を受け、同年11月に土讃線で運転されたSL急行「土佐二十四万石博一豊&千代号」において初めて使用された。
全車が休車状態となっていたが、2016年3月31日付で東武鉄道に「SL大樹」用客車として譲渡された。

## 歴史
- 1910年（明治43年）10月 - 高松駅に併設される形で、高松機関庫として開設される。
- 1936年（昭和11年）9月 - 高松機関区に改称。
- 1950年（昭和25年）4月 - 高松客貨車区が発足[11]。
- 1952年（昭和27年）11月 - 高松駅改良工事に伴い、現在地に移転される。
- 1969年（昭和44年）10月 - 高松機関区と高松客貨車区が統合され、高松運転所が発足する。
- 1987年（昭和62年）4月1日 - 国鉄分割民営化により、四国旅客鉄道に移管。